# Roy Sesana
Roy Sesana (nacido alrededor de 1950 en Molapo, Botsuana) es un activista indígena bosquimano que trabaja con la ONG First People of the Kalahari para defender los derechos de su pueblo.

## Biografía
Sesana vive en la Reserva de Caza del Kalahari Central. Se trasladó a Sudáfrica durante unos años, pero regresó con su gente en 1971 para vivir con ellos en el desierto. En 1991 se convierte en uno de los cofundadores de FPK (First People of the Kalahari) junto con John Hardbattle. La organización se crea para promover los derechos de los bosquimanos a vivir dignamente en su territorio de la Reserva de Caza del Kalahari Central. 
En 1997 el Gobierno de Botsuana comienza a expulsar a los bosquimanos del Kalahari y los traslada a campos de reasentamiento fuera de la reserva. El Gobierno alegó que la presencia continuada del grupo dentro de la reserva de caza era incompatible con la preservación de la vida salvaje, y que no podía proveer servicios básicos para los bosquimanos, aunque lo había hecho hasta ese momento. Un grupo de bosquimanos representados por FPK se negó a dejar su territorio, mencionando las duras condiciones de vida en el territorio asignado, el modo de vida tan poco familiar al que se tendrían que adaptar, así como otros muchos y diversos males sociales como el desempleo, el alcoholismo y las enfermedades, especialmente el sida.
En 2002, los bosquimanos llevaron al Gobierno de Botsuana ante los tribunales, para conseguir el derecho a regresar a su hogar dentro de la Reserva de Caza del Kalahari Central. El prolongado juicio atrajo considerable atención internacional. El 13 de diciembre de 2006 el Tribunal Supremo de Botsuana dictaminó a favor de los bosquimanos, afirmando que los desalojos fueron ilegales y anticonstitucionales.
En septiembre de 2005, Sesana fue arrestado por “disturbios” y por intentar “acceder por la fuerza a la Reserva de Caza de Kalahari Central”, pero fue puesto en libertad un par de días después. En diciembre de 2005, recibió el Right Livelihood Award (conocido como el Premio Nobel Alternativo o Premio al Sustento Bien Ganado) por su “decidida resistencia contra la expulsión de sus tierras ancestrales, y por defender el derecho a mantener sus modos de vida tradicionales”.